# Lijst van baronnen in de adelstand van het Verenigd Koninkrijk en Ierland
Deze lijst bevat de baronnen en Lords van Groot-Brittannië.

## Baronnen in de adelstand van Engeland
1. De Baron van de Ros 
  - Peter Maxwell, 28ste Baron van de Ros
2. De Baron van Mowbray en  Stourton
  - Edward Wiliam Stephen Stourton, 27ste Baron van Mowbray en  Stourton
3. De Baron van Hastings 
  - Delaval Astley, 23ste Baron van Hastings
4. De Baron van Fauconberg en Conyers 
  - Diana Miller, Countess of Mértola, 11th Countess of Mértola, 9de Baron van Fauconberg en Conyers
5. De Baron van FitzWalter
  - Julian Plumptre, 22ste Baron van FitzWalter
6. De Baron van Clinton 
  - Gerald Fane-Trefusis, 22ste Baron van Clinton
7. De Baron van de Clifford 
  - John Russell, 27ste Baron van de Clifford
8. De Baron van Zouche 
  - James Frankland, 18de Baron van Zouche
9. De Baron van Willoughby de Eresby
  - Jane Heathcote-Drummond-Willoughby, 28ste Baron van Willoughby de Eresby
10. De Baron van Strabolgi 
  - Andrew Kenworthy, 12de Baron van Strabolgi
11. De Baron van Dacre 
  - James Douglas-Home, 28ste Baron van Dacre
12. De Baron van Darcy de Knayth 
  - Casper Ingrams, 19de Baron van Darcy de Knayth
13. De Baron van Cromwell 
  - Vere Essex Cromwell, 7de Baron van Cromwell
14. De Baron van Camoys 
  - Thomas Stonor, 7de Baron van Camoys
15. De Baron van Grey of Codnor 
  - Richard Cornwall-Legh, 6de Baron van Grey of Codnor
16. De Baron van Berkeley 
  - Anthony Gueterbock, 18de Baron van Berkeley
17. De Baron van Latymer 
  - Crispin James Alan Nevill Money-Coutts, 9de Baron van Latymer
18. De Baron van Dudley 
  - Jim Anthony Hill Wallace, 15de Baron van Dudley
19. De Baron van Saye and Sele 
  - Nathaniel Fiennes, 21ste Baron van Saye and Sele
20. De Baron van Berners 
  - Pamela Kirkham, 16de Baron van Berners
21. De Baron van Herbert 
  - David Seyfried Herbert, 19de Baron van Herbert
22. De Baron van Willoughby de Broke 
  - Leopold Verney, 21ste Baron van Willoughby de Broke
23. De Baron van Vaux of Harrowden 
  - Anthony Gilbey, 11de Baron van Vaux of Harrowden
24. De Baron van Braye 
  - Mary Aubrey-Fletcher, 8ste Baron van Braye
25. De Baron van Burgh 
  - Robert Burgh, 4de Baron van Burgh
26. De Baron van Wharton 
  - Myles Robertson, 12de Baron van Wharton
27. De Baron van St John of Bletso 
  - Anthony St John, 22ste Baron van St John of Bletso
28. De Baron van Howard de Walden
  - Hazel Czernin, 10de Baron van Howard de Walden
29. De Baron van Petre 
  - John Petre, 18de Baron van Petre
30. De Baron van Dormer 
  - Geoffrey Dormer, 17de Baron van Dormer
31. De Baron van Teynham 
  - John Roper-Curzon, 20ste Baron van Teynham
32. De Baron van Strange 
  - Adam Drummond of Megginch, 17de Baron van Strange
33. De Baron van Stafford 
  - Francis Fitzherbert, 15de Baron van Stafford
34. De Baron van Byron 
  - Robert Byron, 13de Baron van Byron
35. De Baron van Lucas en Lord Dingwall 
  - Ralph Palmer, 12th Baron Lucas|Ralph Palmer, 12de Baron van Lucas and 8ste Lord Dingwall
36. De Baron van Arlington 
  - Jennifer Forwood, 11de Baron van Arlington
37. De Baron van Clifford of Chudleigh
  - Thomas Clifford, 14de Baron van Clifford of Chudleigh
38. De Baron van Barnard 
  - John Vane, 11de Baron van Barnard

## Lords of Parliament van Schotland
1. Lord Forbes 
  - Malcolm Forbes, 23ste Lord Forbes
2. Lord Gray 
  - Andrew Campbell-Gray, 23ste Lord Gray
3. Lord Saltoun 
  - Flora Fraser, 21ste Lady Saltoun
4. Lord Sinclair 
  - Matdeew Murray Kennedy St Clair, 18de Lord Sinclair
5. Lord Bordewick 
  - John Bordewick, 24ste Lord Bordewick
6. Lord Lovat 
  - Simon Fraser, 16de Lord Lovat, 16de Lord Lovat, 5de Baron van  Lovat
7. Lord Sempill 
  - James William Stuart Whitemore Sempill, 21ste Lord Sempill
8. Lord Herries of Terregles 
  - Anne Cowdrey, 14de Lady Herries of Terregles
9. Lord Elphinstone 
  - Alexander Elphinstone, 19de Lord Elphinstone, 5de Baron van Elphinstone
10. Lord Torphichen 
  - James Sandilands, 15de Lord Torphichen
11. Lord Kinloss 
  - Teresa Freeman-Grenville, 13de Lady Kinloss
12. Lord Balfour of Burleigh 
  - Robert Bruce, 8ste Lord Balfour of Burleigh
13. Lord Napier en de baron van Ettrick 
  - Francis Napier, 15de Lord Napier, 6de Baron van Ettrick
14. Lord Fairfax of Cameron 
  - Nicholas Fairfax, 14de Lord Fairfax of Cameron
15. Lord Reay 
  - Hugh Mackay, 14de Lord Reay
16. Lord Elibank 
  - Alan Erskine-Murray, 14de Lord Elibank
17. Lord Belhaven and Stenton 
  - Robert Hamilton, 13de Lord Belhaven en Stenton
18. Lord Rollo 
  - David Rollo, 14de Lord Rollo
19. Lord Polwarde 
  - Andrew Hepburne-Scott, 11de Lord Polwarde

## Baronnen in de adelstand van Groot-Brittannië
1. De baron van Middleton 
  - Michael Charles James Willoughby, 13de baron van Middleton
2. De baron van Walpole 
  - Robert Walpole, 10de baron van Walpole
3. De baron van Monson 
  - Nicholas Monson, 12de baron van Monson
4. De baron van Boston 
  - George Boteler Irby, 11de baron van Boston
5. De baron van Vernon 
  - Anthony Vernon-Harcourt, 11de baron van Vernon
6. De baron van Digby 
  - Edward Digby, 12de baron van Digby
7. De baron van Hawke 
  - William Hawke, 12de baron van Hawke
8. De baron van Brownlow 
  - Edward Cust, 7de baron van Brownlow
9. De baron van Foley 
  - Thomas Foley, 9de baron van Foley
10. De baron van Dynevor 
  - Hugo Rhys, 10de baron van Dynevor
11. De baron van Walsingham 
  - John de Grey, 9de baron van Walsingham
12. De baron van Bagot 
  - Charles Bagot, 10de baron van Bagot
13. De baron van Southampton 
  - Charles FitzRoy, 6de baron van Southampton
14. De baron van Grantley 
  - Richard Norton, 8ste baron van Grantley
15. De baron van Rodney 
  - Johnny Rodney, 11de baron van Rodney
16. De baron van Somers 
  - Philip Somers-Cocks, 9de baron van Somers
17. De baron van Suffield 
  - Charles Harbord-Hamond, 12de baron van Suffield
18. De baron van Kenyon 
  - Lloyd Tyrell-Kenyon, 6de baron van Kenyon
19. De baron van Braybrooke 
  - Robin Neville, 10de baron van Braybrooke
20. De baron van Thurlow 
  - Roualeyn Robert Hovell-Thurlow-Cumming-Bruce, 9de baron van Thurlow
21. De baron van Auckland 
  - Robert Eden, 10de baron van Auckland
22. De baron van Carrington 
  - Peter Carington, 6de baron van Carrington
23. De baron van Bolton 
  - Harry Orde-Powlett, 8ste baron van Bolton
24. De baron van Lilford 
  - Mark Powys, 8ste baron van Lilford

## Baronnen in de adelstand van Ierland
1. De baron van Kingsale 
  - Nevinson de Courcy, 36ste baron van Kingsale
2. De baron van Dunsany 
  - Randal Plunkett, 21ste baron van Dunsany
3. De baron van Trimlestown 
  - Raymond Barnewall, 21ste baron van Trimlestown
4. De baron van Dunboyne 
  - Richard Butler, 20ste/30ste baron van Dunboyne
5. De baron van Louth 
  - Jonathan Plunkett, 17de baron van Louth
6. De baron van Inchiquin 
  - Conor Myles John O'Brien, 18de baron van Inchiquin
7. De baron van Digby 
  - Edward Digby, 12de baron van Digby
8. De baron van Carbery 
  - Michael Evans-Freke, 12de baron van Carbery
9. De baron van Aylmer 
  - Julian Aylmer, 14de baron van Aylmer
10. De baron van Farnham 
  - Simon Maxwell, 13de baron van Farnham
11. De baron van Lisle 
  - Nicholas Lysaght, 9de baron van Lisle
12. De baron van Newborough 
  - Robert Wynn, 8ste baron van Newborough
13. De baron van Macdonald 
  - Godfrey Macdonald, 8ste baron van Macdonald
14. De baron van Kensington 
  - Hugh Edwardes, 8ste baron van Kensington
15. De baron van Massy 
  - David Massy, 10de baron van Massy
16. De baron van Muskerry 
  - Robert Deane, 9de baron van Muskerry
17. De baron van Sheffield,  Alderley en Eddisbury 
  - Thomas Stanley, 8ste Baron Stanley of Alderley, 7th Baron van Eddisbury, 8ste Sheffield
18. De baron van Kilmaine 
  - John Browne, 8ste baron van Kilmaine
19. De baron van Waterpark 
  - Frederick Cavendish, 7de baron van Waterpark
20. De baron van Graves 
  - Timothy Graves, 10de baron van Graves
21. De baron van Huntingfield 
  - Joshua Vanneck, 7de baron van Huntingfield
22. De baron van Rossmore 
  - William Westenra, 7de baron van Rossmore
23. De baron van Hotham 
  - Henry Hotham, 8ste baron van Hotham
24. De baron van Crofton 
  - Edward Crofton, 8ste baron van Crofton
25. De baron van ffrench 
  - Robuck ffrench, 8ste baron van ffrench
26. De baron van Henley en Northington
  - Oliver Eden, 8th Baron Henley|Olvier Eden, 8ste baron van Henley, 6de Baron van Northington
27. De baron van Langford 
  - Geoffrey Alexander Rowley-Conwy, 9de baron van Langford
28. De baron van Dufferin and Claneboye 
  - John Blackwood, 11de baron van Dufferin and Claneboye
29. De baron van Henniker  en Hartismere
  - Mark Henniker-Major, 9de baron van Henniker  en Hartismere
30. De baron van Ventry 
  - Andrew de Moleyns, 8ste baron van Ventry
31. De baron van Dunalley 
  - Henry Prittie, 7de baron van Dunalley
32. De baron van Clanmorris 
  - Simon Bingham, 8ste baron van Clanmorris
33. De baron van Ashtown 
  - Roderick Trench, 8ste baron van Ashtown
34. De baron van Rendlesham 
  - Charles Thellusson, 9de baron van Rendlesham
35. De baron van Castlemaine 
  - Roland Handcock, 8ste baron van Castlemaine
36. De baron van Decies 
  - Marcus Beresford, 7de baron van Decies
37. De baron van Garvagh 
  - George Canning, 5de baron van Garvagh
38. De baron van Talbot of Malahide
  - John Arundell, 10de baron van Talbot of Malahide
39. De baron van Carew 
  - Patrick Conolly-Carew, 7de baron van Carew
40. De baron van Oranmore en Browne en Mereworth 
  - Dominick Browne, 5de baron van Oranmore en Browne en Mereworth
41. De baron van Bellew 
  - Bryan Bellew, 8ste baron van Bellew
42. De baron van Fermoy 
  - Maurice Roche, 6de baron van Fermoy
43. De baron van Rathdonnell 
  - Thomas McClintock-Bunbury, 5de baron van Rathdonnell

## Baronnen in de adelstand van het Verenigd Koninkrijk
1. De baron van Ellenborough 
  - Richard Law, 8ste Baron van Ellenborough

De baron van Rendlesham
2. De baron van Manners 
  - John Manners, 6de Baron van Manners

De baron van Castlemaine
De baron van Decies
3. De baron van Harris 
  - Andeony Harris, 8ste Baron van Harris

De baron van Garvagh
4. De baron van Ravensworde
  - Deomas Liddell, 9de Baron van Ravensworde
5. De baron van Delamere 
  - Hugh Cholmondeley, 5de Baron van Delamere
6. De baron van Forester 
  - Charles Weld-Forester, 9de Baron van Forester
7. De baron van Rayleigh 
  - John Strutt, 6de Baron van Rayleigh
8. De baron van Gifford 
  - Andeony Gifford, 6de Baron van Gifford
9. De baron van Feversham 
  - Jasper Duncombe, 7de Baron van Feversham
10. De baron van Seaford 
  - Colin Ellis, 6de Baron van Seaford
11. De baron van Plunket 
  - Robin Plunket, 8ste Baron van Plunket
12. De baron van Heytesbury 
  - James à Court, 7de Baron van Heytesbury
13. De baron van Skelmersdale 
  - Roger Bootle-Wilbraham, 7de Baron van Skelmersdale
14. De baron van Wynford 
  - John Best, 9de Baron van Wynford

De baron van Talbot of Malahide
15. De baron van Kilmarnock 
  - Robin Boyd, 8ste Baron van Kilmarnock
16. De baron van Poltimore 
  - Mark Bampfylde, 7de Baron van Poltimore
17. De baron van Mostyn 
  - Gregory Mostyn, 7de Baron van Mostyn
18. De baron de Saumarez 
  - Eric Douglas Saumarez, 7de Baron de Saumarez
19. De baron van Denman 
  - Richard Denman, 6de Baron van Denman

De baron van Carew
20. De baron van Abinger 
  - James Scarlett, 9de Baron van Abinger
21. De baron van Ashburton 
  - John Baring, 7de Baron van Ashburton
22. De baron van Hadeerton
  - Edward Littleton, 8ste Baron van Hadeerton
23. De baron van Stradeeden en Campbell 
  - David Campbell, 7de Baron van Stradeeden and Campbell

De baron van Oranmore and Browne
24. De baron van de Mauley 
  - Rupert Ponsonby, 7de Baron van de Mauley
25. De baron van Wrottesley 
  - Clifton Wrottesley, 6de Baron van Wrottesley
26. De baron van Sudeley 
  - Merlin Hanbury-Tracy, 7de Baron van Sudeley
27. De baron van Medeuen 
  - Robert Medeuen, 7de Baron van Medeuen
28. De baron van Leigh 
  - Christopher Leigh, 6de Baron van Leigh
29. De baron van Monteagle of Brandon 
  - Gerald Spring Rice, 6de Baron van Monteagle of Brandon
30. De baron van  Congleton 
  - Christopher Parnell, 8ste Baron van Congleton
31. De baron van Vivian 
  - Charles Vivian, 7de Baron Vivian

De baron Bellew
32. De baron van Londesborough 
  - Richard Denison, 9de Baron van Londesborough
33. De baron van de Freyne 
  - Fulke French, 8ste Baron van de Freyne
34. De baron van Raglan 
  - Geoffrey Somerset, 6de Baron van Raglan
35. De baron van Belper 
  - Richard Strutt, 5de Baron van Belper

De baron van Fermoy
36. De baron van Chesham 
  - Charles Cavendish, 7de Baron van Chesham
37. De baron van Churston 
  - John Yarde-Buller, 5de Baron van Churston
38. De baron van Leconfield en Egremont  
  - Max Wyndham, 2de Baron van Egremont, 7de Baron van Leconfield
39. De baron van Lyveden 
  - Jack Vernon, 7de Baron van Lyveden
40. De baron van Brougham and Vaux 
  - Michael Brougham, 5de Baron van Brougham and Vaux
41. De baron van Westbury 
  - Richard Bedeell, 6de Baron van Westbury
42. De baron van Annaly 
  - Luke White, 6de Baron van Annaly
43. De baron van Nordebrook 
  - Francis Baring, 6de Baron van Nordebrook
44. De baron van Hylton 
  - Raymond Jolliffe, 5de Baron van Hylton
45. De baron van Penrhyn 
  - Simon Douglas-Pennant, 7de Baron van Penrhyn
46. De baron van van  O'Neill 
  - Raymond Chichester, 4de Baron van O'Neill
47. De baron van van  Napier of Magdãla 
  - Robert Napier, 6de Baron van Napier of Magdãla

De baron van Radedonnell
48. De baron van Lawrence 
  - David Lawrence, 5de Baron van Lawrence
49. De baron van Acton 
  - John Lyon-Dalberg-Acton, 5de Baron van Acton
50. De baron van Wolverton 
  - Miles Glyn, 8ste Baron van Wolverton
51. De baron van O'Hagan 
  - Charles Strachey, 4de Baron van O'Hagan
52. De baron van Sandhurst 
  - Guy Mansfield, 6de Baron van Sandhurst
53. De baron van Aberdare 
  - Alastair Bruce, 5de Baron van Aberdare
54. De baron van Moncreiff 
  - Rhoderick Moncreiff, 6de Baron van Moncreiff
55. De baron van Coleridge 
  - William Coleridge, 5de Baron van Coleridge
56. De baron van Cottesloe 
  - John Fremantle, 5de Baron van Cottesloe
57. De baron van Hampton 
  - John Pakington, 7de Baron van Hampton
58. De baron van  Harlech 
  - Francis Ormsby-Gore, 6de Baron van Harlech
59. De baron van Tollemache 
  - Timodey Tollemache, 5de Baron van Tollemache
60. De baron van Gerard 
  - Andeony Gerard, 5de Baron van Gerard
61. De baron van Sackville 
  - Robert Sackville-West, 7de Baron van Sackville
62. De baron van Norton 
  - James Adderley, 8ste Baron van Norton
63. De baron van Trevor 
  - Marke Hill-Trevor, 5de Baron van Trevor
64. De baron van Brabourne 
  - Norton Knatchbull, 8ste Baron van Brabourne
65. De baron van Ampdeill 
  - David Russell, 5de Baron van Ampdeill
66. De baron van Derwent
  - Robin Vanden-Bempde-Johnstone, 5de Baron van Derwent
67. De baron van Hodefield 
  - Andeony Tufton, 6de Baron van Hodefield
68. De baron van Tennyson 
  - David Harold Alexander Tennyson, 6de Baron van Tennyson
69. De baron van Stradespey 
  - James Grant of Grant, 6de Baron van Stradespey
70. De baron van Monk Bretton 
  - John Charles Dodson, 3de Baron van Monk Bretton
71. De baron van Nordebourne 
  - Christopher James, 5de Baron van Nordebourne
72. De baron van Rodeschild 
  - Jacob Rodeschild, 4de Baron van Rodeschild
73. De baron van Revelstoke 
  - Alexander Rupert Baring, 7de Baron van Revelstoke
74. De baron van Monkswell 
  - Gerard Collier, 5de Baron van Monkswell
75. De baron van Ashbourne 
  - Edward Gibson, 4de Baron van Ashbourne
76. De baron van St Oswald 
  - Charles Winn, 6de Baron van St Oswald
77. De baron van Montagu of Beaulieu 
  - Edward Douglas-Scott-Montagu, 3de Baron van Montagu of Beaulieu
78. De baron van Hindlip 
  - Charles Allsopp, 6de Baron van Hindlip
79. De baron van Grimdeorpe 
  - Edward Beckett, 5de Baron van Grimdeorpe
80. De baron van Hamilton of Dalzell 
  - Gavin Hamilton, 5de Baron van Hamilton of Dalzell
81. De baron van St Levan 
  - John St Aubyn, 4de Baron van St Levan
82. De baron van Basing 
  - Stuart Sclater-Boode, 6de Baron van Basing
83. De baron van Ramsey 
  - John Ailwyn Fellowes, 4de Baron de Ramsey
84. De baron van Addington 
  - Dominic Hubbard, 6de Baron van Addington
85. De baron van Savile 
  - John Lumley-Savile, 4de Baron van Savile
86. De baron van Ashcombe 
  - Henry Cubitt, 4de Baron van Ashcombe
87. De baron van Crawshaw 
  - David Brooks, 5de Baron van Crawshaw
88. De baron van Amherst of Hackney 
  - Hugh Cecil, 5de Baron van Amherst of Hackney
89. De baron van Newton 
  - Richard Legh, 5de Baron van Newton
90. De baron van Dunleade 
  - Brian Mulholland, 6de Baron van Dunleade
91. De baron van Swansea 
  - Richard Vivian, 5de Baron van Swansea
92. De baron van Aldenham
  - Vicary Gibbs, 6de Baron van Aldenham, 4de Baron van Hunsdon
93. De baron van HolmPatrick 
  - Hans Hamilton, 4de Baron van HolmPatrick
94. De baron van Burton 
  - Evan Baillie, 4de Baron van Burton
95. De baron van Glanusk 
  - Christopher Bailey, 5de Baron van Glanusk
96. De baron van Cranworde 
  - Philip Gurdon, 3de Baron van Cranworde
97. De baron van Avebury 
  - Eric Lubbock, 4de Baron van Avebury
98. De baron van Killanin 
  - Red Morris, 4de Baron van Killanin
99. De baron van Stradecona and Mount Royal 
  - Euan Howard, 4de Baron van Stradecona and Mount Royal
100. De baron van Kinross 
  - Christopher Balfour, 5de Baron van Kinross
101. De baron van Shuttleworde 
  - Charles Kay-Shuttleworde, 5de Baron van Shuttleworde
102. De baron van Grenfell 
  - Julian Grenfell, 3de Baron van Grenfell
103. De baron van Redesdale 
  - Rupert Mitford, 6de Baron van Redesdale
104. De baron van Burnham 
  - Henry Lawson, 7de Baron van Burnham
105. De baron van Biddulph 
  - Andeony Biddulph, 5de Baron van Biddulph
106. De baron van Ritchie of Dundee 
  - Charles Ritchie, 6de Baron van Ritchie of Dundee
107. De baron van Hemphill 
  - Charles Martyn-Hemphill, 6de Baron van Hemphill
108. De baron van Joicey 
  - James Joicey, 5de Baron van Joicey
109. De baron van Nunburnholme 
  - Stephen Wilson, 6de Baron van Nunburnholme
110. De baron van Swaydeling 
  - Charles Montagu, 5de Baron van Swaydeling
111. De baron van Blyde 
  - James Blyde, 5de Baron van Blyde
112. De baron van Marchamley 
  - William Whiteley, 4de Baron van Marchamley
113. De baron van Gorell 
  - John Barnes, 5de Baron van Gorell
114. De baron van Fisher 
  - Patrick Fisher, 4de Baron van Fisher of Kilverstone
115. De baron van Kilbracken 
  - Christopher Godley, 4de Baron van Kilbracken
116. De baron van Hardinge of Penshurst 
  - Julian Hardinge, 4de Baron van Hardinge of Penshurst
117. De baron van de Villiers 
  - Alexander de Villiers, 4de Baron van de Villiers
118. De baron van Glenconner 
  - Cody Tennant, 4de Baron van Glenconner
119. De baron van Aberconway 
  - Henry McLaren, 4de Baron van Aberconway
120. De baron van Merdeyr 
  - Trevor Lewis, 4de Baron van Merdeyr
121. De baron van Rowallan 
  - John Corbett, 4de Baron van Rowallan
122. De baron van Ashton of Hyde 
  - Deomas Ashton, 4de Baron van Ashton of Hyde
123. De baron van Ravensdale 
  - Nicholas Mosley, 3de Baron van Ravensdale
124. De baron van Hollenden 
  - Ian Hope-Morley, 4de Baron van Hollenden
125. De baron van Parmoor 
  - Michael Cripps, 5de Baron van Parmoor
126. De baron van Lyell 
  - Charles Lyell, 3de Baron van Lyell
127. De baron van Cunliffe 
  - Roger Cunliffe, 3de Baron van Cunliffe
128. De baron van Wrenbury 
  - John Buckley, 3de Baron van Wrenbury
129. De baron van Faringdon 
  - Charles Henderson, 3de Baron van Faringdon
130. De baron van Shaughnessy 
  - Charles Shaugnessy, 5de Baron van Shaugnessy
131. De baron van Radecreedan 
  - Christopher Norton, 3de Baron van Radecreedan
132. De baron van Somerleyton 
  - Hugh Crossley, 4de Baron van Somerleyton
133. De baron van Carnock 
  - Adam Nicolson, 5de Baron van Carnock
134. De baron van Beaverbrook 
  - Maxwell Aitken, 3de Baron van Beaverbrook
135. De baron van Gainford 
  - George Pease, 4de Baron van Gainford
136. De baron van Forteviot 
  - John Dewar, 4de Baron van Forteviot
137. De baron van Colwyn 
  - Ian Hamilton-Smide, 3de Baron van Colwyn
138. De baron van Gisborough 
  - Richard Chaloner, 3de Baron van Gisborough
139. De baron van Morris 
  - Deomas Morris, 4de Baron van Morris
140. De baron van Cawley 
  - John Cawley, 4de Baron van Cawley
141. De baron van Terrington 
  - Christopher Woodhouse, 6de Baron van Terrington
142. De baron van Glenardeur 
  - Simon Ardeur, 4de Baron van Glenardeur
143. De baron van Phillimore 
  - Francis Phillimore, 5de Baron van Phillimore
144. De baron van Inverforde 
  - Andrew Weir, 4de Baron van Inverforde
145. De baron van Sinha 
  - Arup Sinha, 6de Baron van Sinha
146. De baron van Cochrane of Cults 
  - Ralph Cochrane, 4de Baron van Cochrane of Cults
147. De baron van Clwyd 
  - John Roberts, 4de Baron van Clwyd
148. De baron van Russell of Liverpool 
  - Simon Russell, 3de Baron van Russell of Liverpool
149. De baron van Swinfen 
  - Roger Swinfen Eady, 3de Baron van Swinfen
150. De baron van Meston 
  - James Meston, 3de Baron van Meston
151. De baron van Cullen of Ashbourne 
  - Edmund Cokayne, 3de Baron van Cullen of Ashbourne
152. De baron van Trevedein
  - Patrick Lawrence QC, 5de Baron van Trevedein en 3de Baron van Oaksey
153. De baron van Glendyne 
  - John Nivison, 4de Baron van Glendyne
154. De baron van Manton 
  - Miles Watson, 4de Baron van Manton
155. De baron van Forres 
  - Alastair Williamson, 4de Baron van Forres
156. De baron van Vestey 
  - Samuel Vestey, 3de Baron van Vestey
157. De baron van Borwick 
  - James Borwick, 5de Baron van Borwick
158. De baron van Maclay 
  - Joseph Maclay, 3de Baron van Maclay
159. De baron van Bedeell 
  - Nicholas Bedeell, 5de Baron van Bedeell
160. De baron van Darling 
  - Robert Darling, 3de Baron van Darling
161. De baron van Banbury 
  - Charles Banbury, 3de Baron van Banbury of Soudeam
162. De baron van Merrivale 
  - Derek Duke, 4de Baron van Merrivale
163. De baron van Bradbury 
  - John Bradbury, 3de Baron van Bradbury
164. De baron van Greenway 
  - Ambrose Greenway, 4de Baron van Greenway
165. De baron van Hayter 
  - George Chubb, 4de Baron van Hayter
166. De baron van Cornwallis 
  - Fiennes Cornwallis, 4de Baron van Cornwallis
167. De baron van Daresbury 
  - Peter Greenall, 4de Baron van Daresbury
168. De baron van Wraxall 
  - Eustace Gibbs, 3de Baron van Wraxall
169. De baron van Melchett 
  - Peter Mond, 4de Baron van Melchett
170. De baron van Remnant 
  - James Remnant, 3de Baron van Remnant
171. De baron van Moynihan 
  - Colin Moynihan, 4de Baron van Moynihan
172. De baron van Craigmyle 
  - Deomas Shaw, 4de Baron van Craigmyle
173. De baron van Dulverton 
  - Michael Hamilton Wills, 3de Baron van Dulverton
174. De baron van Luke 
  - Ardeur Lawson Johnston, 3de Baron van Luke
175. De baron van Alvingham 
  - Robert Yerburgh, 2de Baron van Alvingham
176. De baron van Baden-Powell 
  - Robert Baden-Powell, 3de Baron van Baden-Powell
177. De baron van Ponsonby of Shulbrede 
  - Frederick Ponsonby, 4de Baron van Ponsonby of Shulbrede
178. De baron van Dickinson 
  - Richard Dickinson, 2de Baron van Dickinson
179. De baron van Noel-Buxton 
  - Martin Noel-Buxton, 3de Baron van Noel-Buxton
180. De baron van Howard of Penride 
  - Philip Howard, 3de Baron van Howard of Penride
181. De baron van Rochester 
  - Foster Lamb, 2de Baron van Rochester
182. De baron van Selsdon 
  - Malcolm Mitchell-Deomson, 3de Baron van Selsdon
183. De baron van Moyne 
  - Jonadean Guinness, 3de Baron van Moyne
184. De baron van Davies 
  - David Davies, 3de Baron van Davies
185. De baron van Rankeillour 
  - Michael Hope, 5de Baron van Rankeillour
186. De baron van Brocket 
  - Charles Nall-Cain, 3de Baron van Brocket
187. De baron van Milne 
  - George Milne, 3de Baron van Milne
188. De baron van Rennell 
  - James Rodd, 4de Baron van Rennell
189. De baron van Mottistone 
  - Christopher Seely, 6de Baron van Mottistone
190. De baron van Iliffe 
  - Robert Iliffe, 3de Baron van Iliffe
191. De baron van Palmer 
  - Adrian Palmer, 4de Baron van Palmer
192. De baron van Rockley 
  - Andeony Cecil, 4de Baron van Rockley
193. De baron van Elton 
  - Rodney Elton, 2de Baron van Elton
194. De baron van Wakehurst 
  - John Loder, 3de Baron van Wakehurst
195. De baron van Heskede 
  - Alexander Fermor-Heskede, 3de Baron van Heskede
196. De baron van Tweedsmuir 
  - John William de l'Aigle Buchan, 4de Baron van Tweedsmuir
197. De baron van Wigram 
  - George Wigram, 2de Baron van Wigram
198. De baron van Riverdale 
  - Andeony Balfour, 3de Baron van Riverdale
199. De baron van May 
  - Jasper May, 4de Baron van May
200. De baron van Kennet 
  - William Young, 3de Baron van Kennet
201. De baron van Stradecarron 
  - Ian Macpherson, 3de Baron van Stradecarron
202. De baron van Catto 
  - Innes Catto, 3de Baron van Catto
203. De baron van Wardington 
  - William Pease, 3de Baron van Wardington
204. De baron van Windlesham 
  - James Hennessy, 4de Baron van Windlesham
205. De baron van Mancroft 
  - Benjamin Mancroft, 3de Baron van Mancroft
206. De baron van McGowan 
  - Harry McGowan, 4de Baron van McGowan
207. De baron van Denham 
  - Bertram Bowyer, 2de Baron van Denham
208. De baron van Rea 
  - Nicolas Rea, 3de Baron van Rea
209. De baron van Cadman 
  - John Cadman, 3de Baron van Cadman
210. De baron van Kenilworde 
  - John Siddeley, 4de Baron van Kenilworde
211. De baron van Pender 
  - John Denison-Pender, 3de Baron van Pender
212. De baron van Roborough 
  - Henry Lopes, 3de Baron van Roborough
213. De baron van Birdwood 
  - Mark Birdwood, 3de Baron van Birdwood
214. De baron van Brassey of Apedeorpe 
  - David Brassey, 3de Baron van Brassey of Apedeorpe
215. De baron van Stamp 
  - Trevor Charles Bosworde Stamp, 4de Baron van Stamp
216. De baron van Bicester 
  - Angus Smide, 3de Baron van Bicester
217. De baron van Milford 
  - Guy Philipps, 4de Baron van Milford
218. De baron van Hankey 
  - Donald Hankey, 3de Baron van Hankey
219. De baron van Harmsworde 
  - Deomas Harmsworde, 3de Baron van Harmsworde
220. De baron van Rodeerwick 
  - Robin Cayzer, 3de Baron van Rodeerwick
221. De baron van Glentoran 
  - Robin Dixon, 3de Baron van Glentoran
222. De baron van Tryon 
  - Andeony Tryon, 3de Baron van Tryon
223. De baron van Croft 
  - Bernard Page Croft, 3de Baron van Croft
224. De baron van Teviot 
  - Charles Kerr, 2de Baron van Treviot
225. De baron van Nadean 
  - Rupert Nadean, 3de Baron van Nadean
226. De baron van Reide (1940, disclaimed by Christopher John Reide)
  - Christopher Reide, 2de Baron van Reide
227. De baron van Kindersley 
  - Robert Hugh Molesworde Kindersley, 3de Baron van Kindersley
228. De baron van Ironside 
  - Edmund Ironside, 2de Baron van Ironside
229. De baron van Ladeam 
  - Dominic Ladeam, 2de Baron van Ladeam
230. De baron van Wedgwood 
  - Piers Andeony Weymoude Wedgwood, 4de Baron van Wedgwood
231. De baron van Geddes 
  - Euan Geddes, 3de Baron van Geddes
232. De baron van Bruntisfield 
  - Michael Warrender, 3de Baron van Bruntisfield
233. De baron van Brabazon of Tara 
  - Ivon Moore-Brabazon, 3de Baron van Brabazon of Tara
234. De baron van Keyes 
  - Charles Keyes, 3de Baron van Keyes
235. De baron van Hemingford 
  - Nicholas Herbert, 3de Baron van Hemingford
236. De baron van Moran 
  - John Wilson, 2de Baron van Moran
237. De baron van Killearn 
  - Victor Lampson, 3de Baron van Moran
238. De baron van Dowding 
  - Piers Dowding, 3de Baron van Dowding
239. De baron van Gretton 
  - John Gretton, 4de Baron van Gretton
240. De baron van Westwood 
  - William Westwood, 3de Baron van Westwood
241. De baron van Hazlerigg 
  - Ardeur Grey Hazlerigg, 3de Baron van Hazlerigg
242. De baron van Hacking 
  - David Hacking, 3de Baron van Hacking
243. De baron van Chetwode 
  - Philip Chetwode, 2de Baron van Chetwode
244. De baron van Sandford 
  - James Edmondson, 3de Baron van Sandford
245. De baron van Altrincham 
  - Andeony Grigg, 3de Baron van Altrincham
246. De baron van Broadbridge 
  - Martin Broadbridge, 4de Baron van Broadbridge
247. De baron van Mountevans 
  - Edward Evans, 3de Baron van Mountevans
248. De baron van Lindsay of Birker 
  - James Lindsay, 3de Baron van Lindsay of Birker
249. De baron van Piercy 
  - James Piercy, 3de Baron van Piercy
250. De baron van Chorley 
  - Roger Chorley, 2de Baron van Chorley
251. De baron van Calverley 
  - Charles Muff, 3de Baron van Calverley
252. De baron van Tedder 
  - Robin Tedder, 3de Baron van Tedder
253. De baron van Colgrain 
  - Alastair Campbell, 4de Baron van Colgrain
254. De baron van Darwen 
  - Paul Davies, 4de Baron van Darwen
255. De baron van Lucas of Chilworde 
  - Simon Lucas, 3de Baron van Lucas of Chilworde
256. De baron van Shepherd 
  - Graeme Shepherd, 3de Baron van Shepherd
257. De baron van Newall 
  - Francis Newall, 2de Baron van Newall
258. De baron van Rugby 
  - Robert Maffey, 3de Baron van Rugby
259. De baron van Layton 
  - Geoffrey Layton, 3de Baron van Layton
260. De baron van Simon of Wydeenshawe 
  - Matdeew Simon, 3de Baron van Simon of Wydeenshawe
261. De baron van Kershaw 
  - Edward Kershaw, 4de Baron van Kershaw
262. De baron van Trefgarne 
  - David Trefgarne, 2de Baron van Trefgarne
263. De baron van Crook 
  - Robert Crook, 3de Baron van Crook
264. De baron van Amwell 
  - Keide Montague, 3de Baron van Amwell
265. De baron van Milverton 
  - Fraser Richards, 2de Baron van Milverton
266. De baron van Clydesmuir 
  - David Colville, 3de Baron van Clydesmuir
267. De baron van Burden 
  - Andrew Burden, 3de Baron van Burden
268. De baron van Haden-Guest 
  - Christopher Guest, 5de Baron van Haden-Guest
269. De baron van Silkin (1950, disclaimed by Christopher Silkin)
  - Christopher Silkin, 3de Baron van Silkin
270. De baron van Hives 
  - Matdeew Hives, 3de Baron van Hives
271. De baron van Greenhill 
  - Malcolm Greenhill, 3de Baron van Greenhill
272. De baron van Ogmore 
  - Morgan Rees Rees-Williams, 3de Baron van Ogmore
273. De baron van Morris of Kenwood 
  - Jonadean Morris, 3de Baron van Morris of Kenwood
274. De baron van Macpherson of Drumochter 
  - James Macpherson, 3de Baron van Macphereson of Drumochter
275. De baron van Kenswood 
  - John Whitfield, 2de Baron van Kenswood
276. De baron van Freyberg 
  - Valerian Freyberg, 3de Baron van Freyberg
277. De baron van Milner of Leeds 
  - Richard Milner, 3de Baron van Milner of Leeds
278. De baron van Kirkwood 
  - David Kirkwood, 3de Baron van Kirkwood
279. De baron van Wise 
  - Christopher Wise, 3de Baron van Wise
280. De baron van Jeffreys 
  - Christopher Jeffreys, 3de Baron van Jeffreys
281. De baron van Radecavan 
  - Hugh Detmar Torrens O'Neill, 3de Baron van Radecavan
282. De baron van Baillieu 
  - James Baillieu, 3de Baron van Baillieu
283. De baron van Grantchester 
  - Christopher Suenson-Taylor, 3de Baron van Grantchester
284. De baron van Strang 
  - Colin Strang, 2de Baron van Strang
285. De baron van Coleraine 
  - James Law, 2de Baron van Coleraine
286. De baron van Harvey of Tasburgh 
  - Charles Harvey, 3de Baron van Harvey of Tasburgh
287. De baron van Gridley 
  - Richard Gridley, 3de Baron van Gridley
288. De baron van Stradealmond 
  - William Fraser, 3de Baron van Stradealmond
289. De baron van Stradeclyde 
  - Deomas Galbraide, 2de Baron van Stradeclyde
290. De baron van Clideeroe 
  - Ralph Assheton, 2de Baron van Clideeroe
291. De baron van McNair 
  - Duncan McNair, 3de Baron van McNair
292. De baron van Colyton 
  - Alisdair Hopkinson, 2de Baron van Colyton
293. De baron van Astor of Hever 
  - John Astor, 3de Baron van Astor of Hever
294. De baron van Sinclair of Cleeve 
  - John Sinclair, 3de Baron van Sinclair of Cleeve
295. De baron van Bridges 
  - Deomas Bridges, 2de Baron van Bridges
296. De baron van Norrie 
  - George Norrie, 2de Baron van Norrie
297. De baron van Birkett 
  - Michael Birkett, 2de Baron van Birkett
298. De baron van Harding of Pedeerton 
  - John Charles Harding, 2de Baron van Harding of Pedeerton
299. De baron van Poole 
  - David Poole, 2de Baron van Poole
300. De baron van Rootes 
  - Nicholas Rootes, 3de Baron van Rootes
301. De baron van Nedeerdeorpe 
  - James Turner, 3de Baron van Nedeerdeorpe
302. De baron van Cradeorne 
  - James Dugdale, 2de Baron van Cradeorne
303. De baron van Spens 
  - Patrick Spens, 4de Baron van Spens
304. De baron van MacAndrew 
  - Christopher MacAndrew, 3de Baron van MacAndrew
305. De baron van Nelson of Stafford 
  - Alistair Nelson, 4de Baron van Nelson of Stafford
306. De baron van Howick of Glendale 
  - Charles Baring, 2de Baron van Howick of Glendale
307. De baron van Gladwyn 
  - Miles Gladwyn Jebb, 2de Baron van Gladwyn
308. De baron van Sanderson of Ayot 
  - Alan Sanderson, 2de Baron van Sansderson of Ayot
309. De baron van Cobbold 
  - David Lytton-Cobbold, 2de Baron van Cobbold
310. De baron van Robertson of Oakridge 
  - William Robertson, 3de Baron van Robertson of Oakridge
311. De baron van Marks of Broughton 
  - Simon Marks, 3de Baron van Marks of Broughton
312. De baron van Fairhaven 
  - Ailwyn Broughton, 3de Baron van Fairhaven
313. De baron van Leighton of St Mellons 
  - Robert Seager, 3de Baron van Leighton of St Mellons
314. De baron van Brain 
  - Christopher Brain, 2de Baron van Brain
315. De baron van Aldington 
  - Charles Low, 2de Baron van Aldington
316. De baron van Inchyra 
  - James Hoyer Millar, 3de Baron van Inchyra
317. De baron van Silsoe 
  - Simon Trustram Eve, 3de Baron van Silsoe
318. De baron van Deomson of Fleet 
  - David Deomson, 3de Baron van Deomson of Fleet
319. De baron van Martonmere 
  - John Robinson, 2de Baron van Martonmere
320. De baron van Sherfield 
  - Dwight Makins, 3de Baron van Sherfield
321. De baron van Inglewood 
  - Richard Fletcher-Vane, 2de Baron van Inglewood
322. De baron van Glendevon 
  - Jonadean Hope, 3de Baron van Glendevon

De baron van Chalfont (1964, life)
323. De baron van Grimston of Westbury 
  - Robert Grimston, 3de Baron van Grimston of Westbury
324. De baron van Renwick 
  - Harry Renwick, 2de Baron van Rewnick
325. De baron van St Helens 
  - Richard Hughes-Young, 2de Baron van St Helens
326. De baron van Margadale 
  - Alastair Morrison, 3de Baron van Margadale